# Tanga (vùng)
Tanga là một vùng của Tanzania, giáp biên giới với các hạt Taita Taveta, Kwale của Kenya và Ấn Độ Dương. Thủ phủ của vùng Tanga đóng tại Tanga. Vùng Tanga có diện tích 26808 ki lô mét vuông. Đến thời điểm điều tra dân số ngày 25 tháng 8 năm 2002, vùng Tanga có dân số 1642015 người.